# Javier Páez
Javier Marcelo Páez (23 de septiembre de 1975, Merlo, Buenos Aires) es un exfutbolista argentino que jugaba de defensor y su último club fue Sol de Mayo de Viedma.

## Trayectoria
Comenzó su carrera en el club Deportivo Merlo, a los 17 años de edad. Allí se destacó en los 40 partidos que jugó, lo que lo llevó a convertirse en el capitán del equipo con tan solo 19 años. Marcó 1 gol.
Luego pasó a Independiente, donde jugó 15 partidos, 8 como titular y 7 entrando desde el banco. En su paso por el Rojo no convirtió goles. En 1997 los dirigentes decidieron cederlo a Deportivo Español.
En Deportivo Español tuvo pocas actuaciones. Tan solo 8 partidos como titular y 4 entrando desde el banco, sin convertir goles.
Pasó a Talleres de Córdoba en condición de préstamo, donde jugó 19 partidos. El equipo quedó a tan solo 1 punto de ascender a la Primera División, pero Independiente nuevamente lo tendría en cuenta luego de las grandes actuaciones que tuvo con La T.
En su segundo ciclo en Independiente se le dio la oportunidad para jugar la Copa Libertadores, donde anotó su 1.er gol internacional, el segundo de su carrera después de 6 años. En el Clausura 2001 anotó otro gol con Independiente, en un partido contra San Lorenzo. En el Apertura 2001, junto al arquero Ariel Rocha fueron los responsables de no haber marcado correctamente a Gabriel Loeschbor, quien le daría el empate a Racing Club faltando tan solo segundos para que finalizara el Clásico de Avellaneda. En su paso por el Rojo terminó jugando 64 partidos, marcando 2 goles.
En Deportivo Quito tuvo su primera experiencia internacional como futbolista. En total jugó un total de 41 partidos e hizo 5 goles, para luego ser traspasado a Olimpo de Bahía Blanca.
En Olimpo se convirtió en una pieza fundamental de la defensa. En su primer paso por el Aurinegro jugó un total de 90 partidos y marcó 5 goles. Uno de esos goles fue contra Independiente. Otro de sus goles fue contra River Plate.
Luego de su primer paso por Olimpo, Páez volvería a probar suerte en el extranjero. En esta ocasión sería en el Hapoel Tel Aviv. Allí jugó 1 partido de la Liga de Campeones de la UEFA en uno de los duelos de las fases eliminatorias contra el Paris Saint-Germain. Luego jugaría 3 partidos correspondientes a la Europa League: 2 contra Fiorentina (partidos de ida y vuelta) y en el partido de ida contra Dinamo de Zagreb, en el cual se lesionó. En medio de su ausencia, su equipo quedaría eliminado sin haber podido contar con él para disputar el partido de vuelta. En el Hapoel Tel Aviv jugó un total de 23 partidos y marcó 2 goles, hasta que finalmente fue repatriado por Olimpo.
En su vuelta a Olimpo en el año 2007 tenía el enorme desafío de ayudar al club a mantenerse en la máxima categoría. Sin embargo, no fue suficiente. Su equipo ganó varios partidos, lo cual le dio serias esperanzas y chances de permanecer en Primera División. Pero éstas se esfumaron en el último encuentro de la temporada, tras caer como local contra Estudiantes de La Plata, por 2 a 1 (Páez marcó un gol).
En 2008 pasaría a Atlético de Tucumán, donde formó una gran dupla con Juan Manuel Azconzábal bajo la conducción técnica de Hector Rivoira. Allí logra su primer y único título, jugando 32 partidos marcando 2 goles (a Defensa y Justicia en el empate 1 a 1 y a Quilmes en la victoria por 1-0) para que el Decano ascendiera a Primera. En la primera rueda de la temporada, Atlético logró tener buenos resultado. Sin embargo, en la segunda rueda fue perjudicado y el club descendió a la Primera B Nacional. En total jugó 97 partidos, convirtiendo 6 goles y dando 6 asistencias.
En 2011 se iría a préstamo Chacarita Juniors. Sus constantes lesiones le impidieron jugar con regularidad y su equipo descendió. En el Funebrero jugó 13 partidos, 3 como titular y 10 entrando desde el banco de suplentes.
Su siguiente destino fue Gimnasia y Esgrima de Jujuy. Allí tuvo una actuación regular, convirtiendo 3 goles en 43 partidos.
Desde 2013 hasta 2014 jugó para Ferro Carril Oeste. En el club de Caballito jugó 18 partidos y no convirtió goles.
En 2015 pasaría a Deportivo Merlo, club en el que inició su carrera como futbolista. Páez no pudo evitar el descenso a la Primera C. A su vez, convirtió más goles en contra (3) que a favor.
En 2016 llegaría a Sol de Mayo de Viedma, equipo del Torneo Federal B. El domingo 13 de marzo marcaría su primer gol con la camiseta del equipo viedmense, en el empate 2 a 2 frente a Cruz del Sur de Bariloche. Finalmente, ante la decisión de la AFA de reestructurar el ascenso, decidió retirarse del fútbol en 2018.
En 2020 se unió al Club Atlético General Lamadrid de la cuarta división del fútbol argentino para debutar de ayudante de campo, mientras estudia la carrera para ser Director Técnico.
El 19 de mayo del 2022 fue presentado como nuevo entrenador de El Porvenir.

## Personal
Jugó más de 560 partidos (563 para ser exactos) y anotó 33 goles en su carrera promediando al menos 1 gol por año con un promedio de 0,05 gol por partido. Formó destacadas duplas centrales con Mauro Laspada, Matías Villavicencio, Deivis Barone, Juan Manuel Azconzábal, Sebastián Pena, Javier Muñoz Mustafa, Gabriel Milito Eduardo Tuzzio y Lucas Malacarne en su paso por Olimpo de Bahía Blanca, Atlético Tucumán, Club Atlético Independiente, y Club Atlético Chacarita Juniors, Gimnasia de Jujuy, Ferro Carril Oeste y Club Sol de Mayo.

## Clubes
| Club                         | País      | Año         |
| ---------------------------- | --------- | ----------- |
| Deportivo Merlo              | Argentina | 1992 - 1994 |
| Independiente                | Argentina | 1995 - 1997 |
| Deportivo Español            | Argentina | 1997        |
| Talleres de Córdoba          | Argentina | 1998 - 1999 |
| Independiente                | Argentina | 1999 - 2002 |
| Deportivo Quito              | Ecuador   | 2002 - 2003 |
| Olimpo                       | Argentina | 2003 - 2006 |
| Hapoel Tel Aviv              | Israel    | 2006 - 2007 |
| Olimpo                       | Argentina | 2007 - 2008 |
| Atlético Tucumán             | Argentina | 2008 - 2011 |
| Chacarita Juniors (préstamo) | Argentina | 2011        |
| Gimnasia y Esgrima de Jujuy  | Argentina | 2011 - 2012 |
| Ferro Carril Oeste           | Argentina | 2013 - 2014 |
| Deportivo Merlo              | Argentina | 2015        |
| Sol de Mayo de Viedma        | Argentina | 2016 - 2018 |

## Estadísticas
| Clubes                      | Partidos | Goles | Asistencias | Promedio |
| --------------------------- | -------- | ----- | ----------- | -------- |
| Deportivo Merlo             | 64       | 1     | 3           | 0.02     |
| Independiente               | 79       | 2     | 2           | 0.03     |
| Deportivo Español           | 13       | 0     | 0           | 0        |
| Talleres de Córdoba         | 20       | 0     | 0           | 0        |
| Deportivo Quito             | 41       | 5     | 1           | 0.12     |
| Olimpo                      | 121      | 9     | 7           | 0.07     |
| Hapoel Tel Aviv             | 23       | 2     | 1           | 0.09     |
| Atlético Tucumán            | 97       | 6     | 6           | 0.06     |
| Chacarita Juniors           | 13       | 1     | 0           | 0.08     |
| Gimnasia y Esgrima de Jujuy | 43       | 3     | 3           | 0.07     |
| Ferro Carril Oeste          | 18       | 0     | 1           | 0        |
| Club Sol de Mayo            | 33       | 4     | 0           | 0.12     |
| TOTAL                       | 565      | 33    | 24          | 0.06     |

## Palmarés

### Campeonatos nacionales
| Título             | Club             | País      | Año     |
| ------------------ | ---------------- | --------- | ------- |
| Copa de Israel     | Hapoel Tel Aviv  | Israel    | 2006-07 |
| Primera B Nacional | Atlético Tucumán | Argentina | 2008-09 |

## Distinciones

### Grupal
| Distinción                  | Año  |
| --------------------------- | ---- |
| Trabajo Grupal de Talleres  | 1999 |
| Mejor equipo del Nacional B | 2008 |

### Individual
| Distinción                                      | Año  |
| ----------------------------------------------- | ---- |
| Mejor defensor de Primera B Nacional            | 1999 |
| Mejor defensor de la Primera B Nacional         | 2008 |
| Parte del Equipo Ideal de la Primera B Nacional | 2008 |
| Parte del Equipo Ideal de la Primera B Nacional | 2009 |
| Mejor defensor de la Primera B Nacional         | 2009 |
| Mejor defensor de la Primera B Nacional         | 2010 |
| Parte del equipo ideal de la Primera B Nacional | 2010 |
| Premio 10.º mejor defensor de Atlético Tucumán  | 2012 |